# ザイフル・ニザム
ザイフル・ニザム・ビン・アブドゥラー（Zaiful Nizam bin Abdullah、1987年7月24日 - ）は、シンガポールプレミアリーグのホウガン・ユナイテッドFCに所属するサッカー選手。ポジションはGK。

## 経歴
2009年にゴンバク・ユナイテッドFCでプロデビュー。2013年にバレスティア・カルサFCに移籍し、同チーム主将となる。また、2015年にはシンガポール・セレクションXIに選出された。

## タイトル

### クラブ
バレスティア・カルサFC
- シンガポール・カップ: 2014 [3]
- シンガポール・リーグ・カップ: 2013 [3]

### 代表
シンガポール U-17
- ライオン・シティ・カップ: 2004 [4]